# سافانا كلارك
سافانا كلارك (مواليد 9 يوليو 2003) مغنية وراقصة وممثلة أسترالية. حصلت على تقدير لأول مرة لدورها في مسرحية «صوت الموسيقى». اشتهرت بتمثيل أستراليا في مجموعة البوب العالمية ناو يونايتد .

## سيرة شخصية
ولدت سافانا في 9 يوليو 2003 في سيدني ، أستراليا. بدأت الرقص بتشجيع من والدتها منذ سن مبكرة ، كانت دائمًا مهتمة بمتابعة الموسيقى والرقص. أثناء وجودها في روضة الأطفال ، تعلمت سافانا العزف على البيانو. سرعان ما بدأت العمل في الإعلانات التجارية. أول مسرحية موسيقية شاركت فيها سافانا هي The Sound of Music، والتي قالت إنها كانت بمثابة حلم. كانت سافانا عارضة أزياء في كوريا الجنوبية لمدة 3 أشهر. تدرس سافانا حاليًا في Village Nation College في سيدني .

## المسار المهني

### 2019 إلى الوقت الحاضر
في 25 فبراير 2019 ، أصدرت سافانا أول اغانيها المنفردة بعنوان «الوطن». في عام 2019، بدأ سيمون فولر بالبحث عن العضو الخامس عشر لـ ناو يونايتد، وإجرى استطلاعات الرأي لمعرفة الدولة التي يجب أن تكون العضوة منها، والنتيجة كانت أستراليا. اكتشفت سافانا المجموعة من انستغرام، وسرعان ما بدأت في التعمق فيها. سرعان ما تم اختيارها للمجموعة من قبل سيمون، مما جعلها متحمسة للغاية. في 11 فبراير 2020 ، التقت سافانا بأعضاء المجموعة شخصيًا.
تم تقديم سافانا رسميًا إلى المجموعة في 28 فبراير 2020. أول أغنية فردية للمجموعة مع سافانا كانت «بجانبي».

## ديسكغرفي
| عنوان | عام  | البوم | المرجع. |
| ----- | ---- | ----- | ------- |
| الوطن | 2019 | —     | [ 13 ]  |

## فيلموغرافيا
| عام  | عنوان              | ورق  | درجات        | المرجع.       |
| ---- | ------------------ | ---- | ------------ | ------------- |
| 2015 | صوت الموسيقى       | لويز | موسيقي       | [ 14 ] [ 15 ] |
| 2019 | النور وراء الأشجار | طاش  | ممثلة وكاتبة | [ 16 ]        |

### الافلام الوثائقية
| عام  | عنوان       | الشخصية | ملاحظات                                                                                         | مرجع   |
| ---- | ----------- | ------- | ----------------------------------------------------------------------------------------------- | ------ |
| 2020 | قابل سافانا | نفسها   | فيديو على قناة ناو يونايتد في اليوتيوب، وبحيث تتحدث عن قصة حياتها بأكملها حتى تنضم إلى المجموعة | [ 17 ] |

## روابط خارجية
- سافانا كلارك في قاعدة بيانات الأفلام على الإنترنت